# Steinkreuz vom Sterschsee

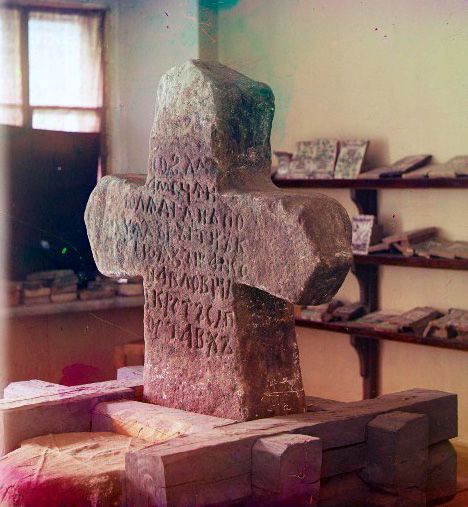
Steinkreuz vom Sterschsee, 1912

Das Steinkreuz vom Sterschsee (russisch Стерженский крест) ist ein Steinkreuz aus dem 12. Jahrhundert in Russland. Es wurde 1133 anlässlich eines Kanalbaus zwischen dem Sterschsee und der Wolga errichtet. Das Kreuz ist aus Sandstein gefertigt, 1,67 Meter hoch und etwa 933 Kilogramm schwer.
Es trägt die Inschrift
Im Jahr 6641 im Monat Juli am 14. Tag begann ich einen Fluss zu graben, ich, Iwanko Pawlowiz und errichtete dieses Kreuz.
Der Erbauer könnte identisch sein mit Iwanko Pawlowitsch, der 1134 und 1135 Statthalter von Nowgorod war.
Es befindet sich heute im Museum von Twer.